# IC 2379
IC 2379 је спирална галаксија у сазвјежђу Крма која се налази на листи објеката дубоког неба у Индекс каталогу.
Деклинација објекта је - 13° 17' 36" а ректасцензија 8h 26m 27,7s. Привидна величина (магнитуда) објекта IC 2379 износи 13,7 а фотографска магнитуда 14,6. IC 2379 је још познат и под ознакама MCG -2-22-16, PGC 23683.